# 2002 VE131
2002 VE131 est un objet de la ceinture de Kuiper.

## Caractéristiques
2002 VE131 mesure environ 221 kilomètres de diamètre, son orbite est très mal connue du fait d'un faible arc d'observation.